# El Reparo, Michoacán de Ocampo
El Reparo är en ort i Mexiko.   Den ligger i kommunen Tancítaro och delstaten Michoacán de Ocampo, i den södra delen av landet, 300 km väster om huvudstaden Mexico City. El Reparo ligger 1 838 meter över havet och antalet invånare är 178.
Terrängen runt El Reparo är huvudsakligen kuperad, men åt sydväst är den bergig. Runt El Reparo är det ganska glesbefolkat, med 42 invånare per kvadratkilometer. Närmaste större samhälle är Buena Vista Tomatlán, 19,5 km sydväst om El Reparo. I omgivningarna runt El Reparo växer huvudsakligen savannskog.